# Alto Feliz
Alto Feliz es un municipio brasilero del estado de Rio Grande do Sul.
Se encuentra ubicado a una latitud de 29º23'31" Sur y una longitud de 51º18'44" Oeste, estando a una altitud de 285 metros sobre el nivel del mar. Su población estimada para el año 2004 era de 2.859 habitantes. 
Ocupa una superficie de 85,368 km². 
- Datos: Q33958
- Multimedia: Alto Feliz / Q33958